# Venere in pelliccia (film 2013)
Venere in pelliccia (La Vénus à la fourrure) è un film del 2013 diretto da Roman Polański e interpretato da Emmanuelle Seigner e Mathieu Amalric. Il film, selezionato per partecipare in concorso al Festival di Cannes 2013, è ispirato all'omonimo testo teatrale di David Ives, co-sceneggiatore della pellicola, a sua volta basato sul celebre romanzo erotico Venere in pelliccia dello scrittore austriaco Leopold von Sacher-Masoch.

## Trama
In un teatro di Parigi si sono appena concluse le audizioni per una pièce teatrale, che è un adattamento della Venere in pelliccia di Leopold von Sacher-Masoch. Mentre Thomas, il regista/adattatore dell'opera è rimasto solo nel teatro, ormai convinto di non aver trovato l'attrice adatta a interpretare la protagonista della pièce Vanda, si presenta un'ultima donna che si chiama proprio come lei. Dopo molte insistenze, la donna riesce a ottenere un provino in extremis; i due iniziano dunque a provare il testo teatrale, con Thomas che interpreta provvisoriamente la parte del protagonista maschile Séverin.
La donna, che sembrava inizialmente spiantata e con poca cultura, si rivela perfetta per recitare la parte di Vanda, tanto da convincere il regista a prolungare l'audizione che, a sorpresa, si rivelerà lunga oltre ogni aspettativa. Vanda rivela a poco a poco di essere a conoscenza di molte più cose di quello che aveva dato a immaginare: inizialmente fornisce al regista nuovi punti di vista sull'opera che ha scritto, aggiungendo dettagli e spiegandogli quanto ha sbagliato nel fare risultare la sua omonima la vera colpevole dell'intera storia. Più avanti riuscirà a fargli ripristinare una scena con l'apparizione della dea Venere al protagonista Séverin, che inizialmente egli aveva tagliato poiché gli sembrava troppo femminista.
Piano piano tra attrice e autore s'instaurerà un sottile legame, che li porta a confondersi con i personaggi e con lo spirito dello stesso von Sacher-Masoch e della sua Venere. Vanda inizia a inserire nella finzione scenica elementi della vita privata del regista, mettendolo via via di fronte ai suoi errori e alle sue colpe, prima tra tutte quelle di sentirsi superiore alle donne e di lasciarlo trasparire nella pièce che ha creato. Vanda spingerà l'uomo a lasciare per telefono la sua fidanzata e a un certo punto perfino a ribaltare completamente i ruoli: lui interpreterà Vanda e lei Séverin, di fatto rovesciando il rapporto tra vittima e carnefice. Nel climax finale l'uomo, ormai totalmente soggiogato da Vanda, si lascia legare da lei a un palo. La donna, ottenuta la sua vendetta, appare al regista vestita solo d'una pelliccia (indizio che porta a identificarla con la stessa dea Venere); dopo avere recitato dei versi in greco antico tratti dalle Baccanti di Euripide, Vanda esegue una sorta di macabra danza rituale attorno a lui e scompare nel nulla lasciandolo al proprio destino.

## Distribuzione
Il film è stato presentato al Festival di Cannes il 25 maggio 2013. In Italia è stato distribuito nelle sale a partire dal 14 novembre dello stesso anno.

## Riconoscimenti
- 2013 - Festival di Cannes
  - Nomination Palma d'oro a Roman Polański
- 2014 - Premio César
  - Miglior regista a Roman Polański
  - Nomination Miglior film
  - Nomination Miglior attore protagonista a Mathieu Amalric
  - Nomination Migliore attrice protagonista a Emmanuelle Seigner
  - Nomination Miglior adattamento a David Ives e Roman Polański
  - Nomination Miglior colonna sonora a Alexandre Desplat
  - Nomination Miglior sonoro a Lucien Balibar, Nadine Muse e Cyril Holtz